# Crossostylis harveyi
Crossostylis harveyi är en tvåhjärtbladig växtart som beskrevs av George Bentham. Crossostylis harveyi ingår i släktet Crossostylis, och familjen Rhizophoraceae. Inga underarter finns listade i Catalogue of Life.